# Andrzej Trzebiński
Andrzej Trzebiński, ps. „Paweł Późny”, „Stanisław Łomień”, „Andrzej Jarociński” (ur. 27 stycznia 1922 w Radgoszczy, zm. 12 listopada 1943 w Warszawie) – polski poeta, dramaturg, krytyk literacki i publicysta.

## Życiorys
Absolwent Gimnazjum im. Tadeusza Czackiego w Warszawie. W czasie II wojny światowej, po konspiracyjnej maturze w 1940 podjął studia na tajnym Uniwersytecie Warszawskim. Studiował slawistykę i filologię polską. Największy wpływ spośród profesorów wywarł na jego osobowość prof. Stanisław Adamczewski, którego nazwał swoim pierwszym, bezpośrednim mistrzem. Jak wielu jego rówieśników łączył studia i pracę zarobkową (tracza na kolei) z działalnością konspiracyjną. Od 1942 związany z Konfederacją Narodu. W konspiracji angażował się przede wszystkim w organizację ruchu literackiego, był nie tylko twórcą, ale także wizjonerem, teoretykiem, ideologiem kultury. Od początku brał udział w wydawaniu pisma „Sztuka i Naród” – pierwszego podziemnego almanachu literackiego. Był autorem wielu artykułów programowych próbujących zdefiniować zadania literatury i miejsce pokolenia wchodzącego do niej w sytuacji okupacji.
Na przełomie maja i czerwca 1943 przejął po Wacławie Bojarskim stanowisko redaktora naczelnego „Sztuki i Narodu”. Prowadził to pismo aż do aresztowania 6 listopada tegoż roku.
Był twórcą i pierwszym kierownikiem Ruchu Kulturowego – ponad podziałami partyjnymi i organizacyjnymi. Współtworzył deklarację ideową ruchu, która ukazała się w 14/15 numerze „SiN” z grudnia 1943 – stycznia 1944, już po jego śmierci.
Długo poszukiwany przez Niemców jako redaktor „SiN-u”, aresztowany został nie w związku ze swą konspiracyjną działalnością, ale za nielegalne korzystanie z fabrycznej stołówki, pod fałszywym nazwiskiem Andrzeja Jarocińskiego. Nie został zidentyfikowany. Rozstrzelano go z ustami zalepionymi gipsem jako jednego z zakładników, w egzekucji ulicznej na rogu ul. Wareckiej i Nowego Światu 12 listopada 1943. Miał wtedy 21 lat. Jego symboliczny grób znajduje się na Cmentarzu Powązkowskim w Warszawie (kwatera 295-3-5).

## Twórczość
Większość spuścizny Trzebińskiego spłonęła w czasie powstania warszawskiego, ocalało łącznie ok. 400 stron. Są to wiersze, dramat Aby podnieść różę, fragmenty niedokończonej powieści Kwiaty z drzew zakazanych, publicystyka i pamiętnik.
Za najmniej ciekawe w dorobku Trzebińskiego uważane są utwory liryczne – zresztą autor eseju Pokolenie liryczne i dramatyczne („Sztuka i Naród” 1942, nr 5) deklarował niemoc liryki i szukał właściwej dla swego pokolenia formy wypowiedzi w dającym możliwość obiektywizacji dramacie. Własne koncepcje teoretyczne na temat dramatu (Z laboratorium dramatu, „Sztuka i Naród”, 1943, nr 8) zrealizował w grotesce Aby podnieść różę... Wśród dorobku poetyckiego Trzebińskiego znalazły się także piosenki żołnierskie: Wymarsz Uderzenia i Ojczyzna wzywa nas do boju wydane w 1942 r. w broszurze Uderzenie (w związku z przeprowadzoną w tym czasie akcją Konfederacji Narodu).

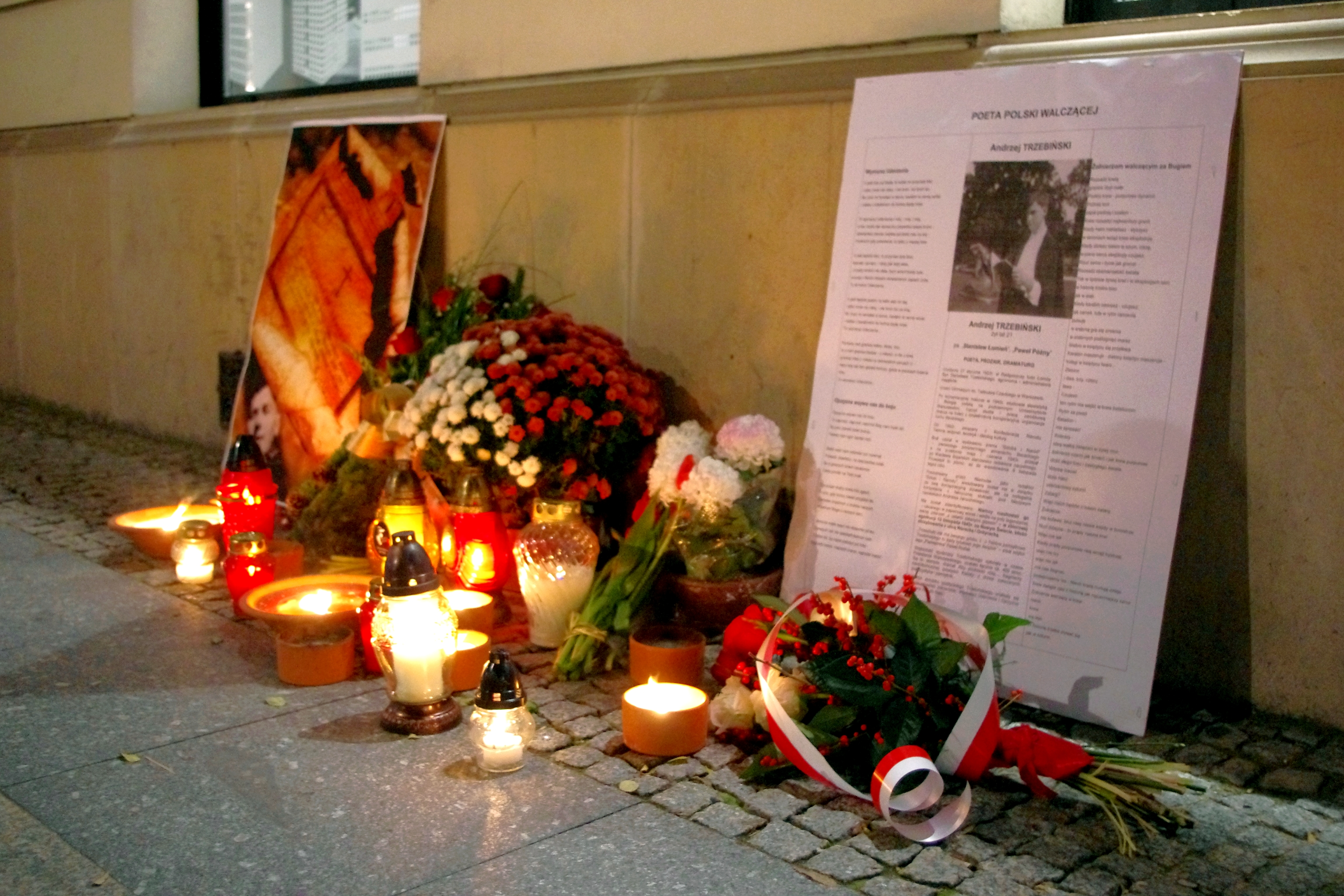
Znicze i kwiaty, w miejscu rozstrzelania Andrzeja Trzebińskiego na warszawskim Nowym Świecie w 70-rocznicę śmierci poety (12.11.2013)

Zachowała się także twórczość publicystyczna i krytycznoliteracka Trzebińskiego, drukowana głównie w „Sztuce i Narodzie”. Obok wspomnianych artykułów Z laboratorium dramatu i Pokolenie liryczne i dramatyczne składają się na nią m.in. szkice: To czas się wstrzymał i odwrócił lica (1942, nr 1, bardzo ostra, krytyczna recenzja Kwiatów polskich Juliana Tuwima), Udajmy, że istniejemy gdzie indziej (1942, nr 3-4), Metoda złotego szczytu (Głosy na temat uniwersalizmu) (1943, nr 7), Wspomnienie o przyjacielu (1943, nr 9-10, poświęcone Wacławowi Bojarskiemu), Polska fantastyczna (1943, nr 11-12), W klimacie kultury imperialnej (1943, nr 13).
Na niedokończoną powieść Kwiaty z drzew zakazanych składają się dwa tomy. W pierwszym dominuje obraz przedwojennego środowiska literackiego – widzianego jako pozbawionego idei, pełnego postaw cynicznych i sceptycznych. Nakreślony jest on z wyraźnym zacięciem demaskatorskim, a widziany oczami młodego twórcy – Zbigniewa. W drugim tomie punkt ciężkości przenosi się na postać Zbigniewa. Przestał on być już wyłącznie obserwatorem – ma teraz ambicję stania się animatorem ruchu kulturowego, niemalże wodzem rewolucji, która stanie się odpowiedzią na miałkość postaw przedwojennych. Postać ta, wyraźnie nosząca cechy samego autora i jednoznacznie nawiązująca do roli, jaką sam starał się odegrać w konspiracyjnym środowisku – staje się w drugim tomie powieści przedmiotem obserwacji i analizy.
Wysoko ceniony jest także pamiętnik Trzebińskiego, stanowiący ważne źródło informacji o okupacyjnym życiu literackim. Jest on jednak zapisem nie tylko wydarzeń, ale i zmagań intelektualnych – świadectwem świadomości reprezentanta pokolenia, któremu przyszło wkraczać w dorosłość w sytuacji ekstremalnej.

## Publikacje
- Aby podnieść różę... „Tygodnik Powszechny” 1955, nr 7-8 (pierwodruk dramatu)
- Fragmenty drugiej części pamiętnika: „Kierunki” 1961, nr 32-39
- Aby podnieść różę. Poezje i dramat, wstęp i oprac. Zdzisław Jastrzębski, Warszawa 1970 (poezje, dramat, 1 artykuł)
- Kwiaty z drzew zakazanych. Proza, wstęp i oprac. Zdzisław Jastrzębski, Warszawa 1972 (powieść, fragmenty pamiętnika i kilka artykułów)
- Aby podnieść różę. Szkice literackie i dramat, wstęp i oprac. Maciej Urbanowski, Warszawa 1999 (dramat i komplet 19 artykułów)
- Pamiętnik, wstęp i oprac. Paweł Rodak, Warszawa 2001 (edycja niemal kompletna)
- Polska fantastyczna. Szkice. Dramat. Wiersze, oprac. i posłowie Maciej Urbanowski, Łomianki 2017 (komplet artykułów, dramat, poezje, także szkolne)